# مصوبه حقوق بشر کانادا
مصوبه حقوق بشر کانادا قانونی است که در سال ۱۹۷۷ توسط پارلمان کانادا تصویب شده‌است. هدف صریح این قانون، گسترش قوانین موجود، برای اطمینان از وجود فرصت‌های برابر برای افرادی است که ممکن است قربانی اعمال تبعیض‌آمیز شوند. این قاتون، تبعیض بر مبنای مجموعه‌ای از دلایل مانند جنسیت، گرایش جنسی، نژاد، وضعیت تأهل، اعتقادات، سن، رنگ، معلولیت و باورهای سیاسی یا مذهبی را ممنوع می‌کند. در سال ۲۰۱۶ مصوبه اصلاح قانون حقوق بشر کانادا و قانون کد جنایی (C-16) به مجلس عوام کانادا ارائه شد تا ممنوعیت تبعیض بر اساس «هویت جنسیتی یا بیان آن» را به این قانون اضافه کند.

## کاربرد
این مصوبه در سراسر کانادا اجرایی است، اما تنها در مورد فعالیت‌هایی قابل اعمال است که تابع مقررات فدرال هستند. برای فعالیت‌هایی که تابع مقررات فدرال نیستند، هر استان و قلمرو قوانین ضد تبعیض خاص خود را دارد.